# Yee Tit Kwan
Yee Tit Kwan, conosciuto anche con la traslitterazione Yu Tiejun (余鐵軍T, Yú TiějūnP; Canton, 7 gennaio 1927 – Monterey Park, 14 gennaio 2017), è stato un cestista cinese naturalizzato singaporiano.

## Carriera
Con Singapore ha disputato i Giochi olimpici di Melbourne 1956.